# Maxime Potty
Maxime Potty (Hamoir, 26 november 1999) is een Belgisch rallyrijder die in 2023 het Belgisch rallykampioenschap won. Momenteel is hij actief is in kampioenschap met de Citroën C3 Rally2.

## Carrière
Potty begon zijn autosportcarrière in het karting in 2010, waarin hij tot 2015 actief bleef. In zijn eerste twee seizoenen eindigde hij achtereenvolgens op de twaalfde en de zesde plaats in de KF5-klasse van het Belgische kartkampioenschap. In 2012 stapte hij hier over naar de KF3-klasse en werd vijfde, terwijl hij kampioen werd in de X30 Junior-klasse van de Belgian Karting Cup. In 2013 won hij de CIK-FIA Karting Academy Trophy en werd hij achtste in de KF Junior-klasse van het Franse kartkampioenschap.
In 2016 maakte Potty de overstap naar de touring cars, waarbij hij zijn debuut maakte in de TCR Benelux in een Volkswagen Golf GTI TCR bij het Team WRT. Hij won samen met zijn teamgenoot Stefano Comini één race op het Circuit Goodyear en eindigde uiteindelijk op de zesde plaats in het kampioenschap met 281 punten.
In 2017 bleef Potty actief in de TCR Benelux bij het Team WRT. Daarnaast maakte hij dat jaar ook zijn debuut in de TCR International Series in een Volkswagen tijdens zijn thuisrace op Spa-Francorchamps bij hetzelfde team, waarbij zijn inschrijving werd ondersteund door Michaël Mazuin Sport. Hij behaalde pole position voor de tweede race, maar werd slechts zeventiende en zestiende in de races.
In 2019 startte Potty zijn rallycarrière en het duurde niet lang voor hij de stap maakte naar een R5 wagen. In de seizoenen 2020, 2021 en 2022 reed hij zich dan ook volop in de kijker met enkele ereplaatsen in zowel binnen als het buitenland. In het seizoen 2023 is Maxime doorgebroken en won hij zijn eerste rally's van het Belgisch kampioenschap, Rally van Wallonië.
In 2023 werd op zijn 24ste verjaardag de jongste kampioen ooit in het Belgisch kampioenschap rally.